# Użok (przystanek kolejowy)
Użok (ukr. Ужок) – przystanek kolejowy w pobliżu miejscowości Użok, w rejonie użhorodzkim, w obwodzie zakarpackim, na Ukrainie. Położony jest na linii Sambor – Czop.
Przed II wojną światową istniała współcześnie nieistniejąca stacja kolejowa Užok. Położona była ona w innym miejscu - przy granicy państwowej z Polską, po jej czechosłowacko/węgierskiej stronie.